# 深山明
深山 明（みやま あきら、1949年 - ）は、日本の経営学者。兵庫県神戸市出身。ドイツ経営学、すなわち経営経済学が専門であり、特に原価や固定費、危機マネジメントといった生産論の研究に力を入れている。関西学院大学商学部元教授。

## 経歴
- 1972年 関西学院大学商学部卒業。
- 1977年 関西学院大学大学院商学研究科博士課程修了。
- 1977年 関西学院大学商学部専任講師。
- 1981年 関西学院大学商学部助教授。
- 1987年 関西学院大学商学部教授。
- 1990年 関西学院大学より商学博士の学位を授与される[2]。
- 2017年 関西学院大学を定年退職[3]。

## 著書・訳書
- 『西ドイツ固定費理論』（森山書店、1987年5月）
- 『日本とドイツの経営』 (大橋昭一・海道ノブチカと共著、1999年7月)
- 『経営学の歴史』(海道ノブチカと共著、2001年3月)
- 『ドイツ固定費理論』（森山書店、2001年10月）
- ディーター シュナイダー著『企業者職能論』（翻訳）（森山書店、2008年1月）
- 『基本経営学』(海道ノブチカと編著)（同文館、2010年1月。2015年3月(改訂版)）
- 『企業危機とマネジメント』（森山書店、2010年7月）
- 吉田和夫、大橋昭一監修『最新 基本経営学用語辞典』(海道ノブチカ・廣瀬幹好と編著)(同文館、2015年3月)

その他著書・訳書・論文が多数あり。

## 門下生（研究者）
- 岡村俊一郎 - 大阪経済法科大学経営学部准教授
- 森谷周一 - 関西学院大学商学部准教授